# Joost de Soete

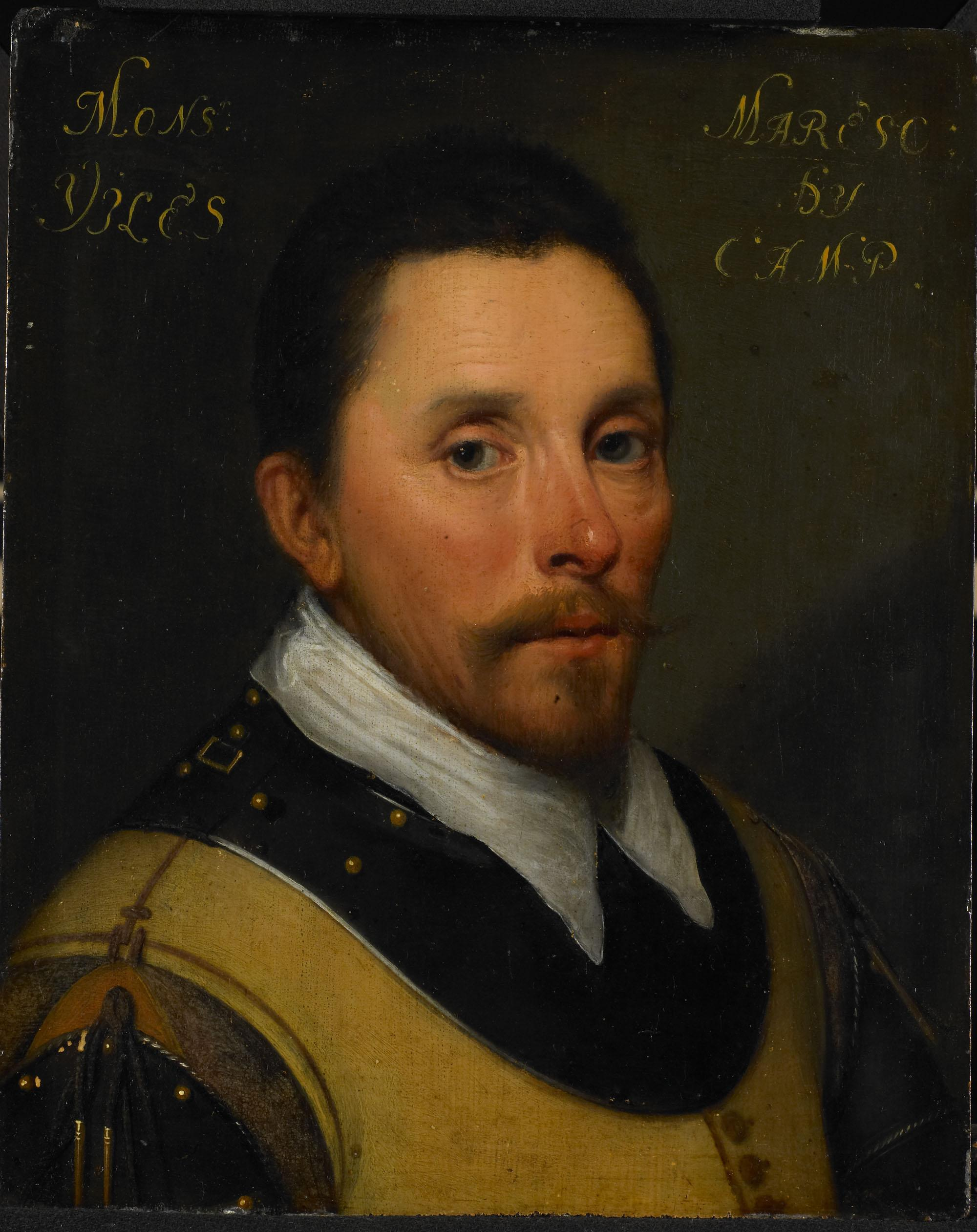
Joost de Soete, von Jan Anthoniszoon van Ravesteyn

Joost de Soete, Herr von Villers (* 1541 in Sluis; † März 1589 in ’s-Gravenhage) war ein militärischer Befehlshaber im Achtzigjährigen Krieg.
Joost de Soete war ein Sohn von Denys de Soete und dessen Ehefrau Cateline van de Haynin.
Im Jahr 1580 war Joost de Soete Kommandeur von Bouchout. 1584 wird Marschall de Soete nach dem Tod von Wilhelm dem Schweiger als dessen Nachfolger zum Statthalter von Utrecht ernannt.
Im Jahr 1584 bekam de Soete, zusammen mit Adolf von Neuenahr von den Generalstaaten der Niederlande den Auftrag, einen Teil von Twente niederzubrennen, um den Vormarsch der Spanier ins Stocken kommen zu lassen.
Martin Schenk von Nideggen, der gerade vom Spanischen Lager auf die Seite der Generalstaaten übergelaufen war, stieß zu Soete und Neuenahr am 23. Juni 1585, wo sie die Schlacht bei Amerongen verloren. Joost de Soete wurde von den Spaniern gefangen genommen. Den Posten des Statthalters von Utrecht übernahm Adolf von Neuenahr und erst sehr viel später wurde de Soete durch Zahlung eines erheblichen Lösegelds durch die Generalstaaten von den Spaniern wieder auf freien Fuß gesetzt.
Im März 1589 wurde er in der Schlacht bei Geertruidenberg schwer verwundet. Er wurde nach Den Haag gebracht, wo er bald an den Folgen seiner Verletzungen verstarb.